# Amaurospiza
Amaurospiza es un género de aves paseriformes de la familia Cardinalidae que agrupa a especies nativas de la América tropical (Neotrópico) cuyas áreas de distribución se encuentran desde el sur de México a través de América Central y del Sur hasta el sur de Brasil y extremo noreste de Argentina. A sus miembros se les conoce por el nombre popular de semilleros y también arroceros o reinamoras.

## Etimología
El nombre genérico femenino «Amaurospiza» se compone de las palabras del griego «amauros» que significa ‘oscuro’  y «σπιζα spiza» que es el nombre común del pinzón vulgar.

## Características
Este grupo de pequeños semilleros cardinálidos midiendo alrededor de 12,5 cm de longitud, los machos de color azul pizarra y las hembras rufas, casi uniforme; se distribuye ampliamente de forma fragmentada. Son poco comunes y locales y habitan principalmente dentro de los bosques (diferente de las Sporophilas). A menudo prefieren bambuzales.

## Taxonomía
Este género estuvo colocado anteriormente en Emberizidae, pero fue transferido a Cardinalidae de acuerdo con el extenso trabajo de análisis de Klicka et al (2007) de 102 géneros de las familias Emberizidae, Thraupidae y Cardinalidae, que dio fuerte soporte (entre otros muchos resultados) a que Amaurospiza forma un grupo monofilético con Cyanocompsa cyanoides, Cyanocompsa brissonii  y Cyanoloxia (con Cyanocompsa parellina fuera de este grupo); de esta forma, Amaurospiza forma un cómodo “cluster” de semilleros tropicales con plumaje similar (machos azules y hembras rufas). En la Propuesta N° 320 al Comité de Clasificación de Sudamérica (SACC) se aprobó la transferencia.
La especie A. carrizalensis fue recientemente descubierta y descrita y fue reconocida por el SACC mediante la Propuesta N° 74 de 2003.
La especie A. aequatorialis fue tradicionalmente tratada como una subespecie de A. concolor pero fue separada como especie plena con base en diferencias genéticas y diferencias morfológicas y de vocalización menores pero significativas. La separación que había sido adoptada anteriormente por el Congreso Ornitológico Internacional (IOC) fue confirmada en la Propuesta 2023-C-7 Parte C al Comité de Clasificación de Norte y Mesoamérica (N&MACC); y a seguir adoptada por Clements checklist/eBird.
Las clasificaciones Aves del Mundo (HBW) y Birdlife International (BLI) adoptan una taxonomía completamente diferente, incluyen A. concolor, A. aequatorialis y A. carrizalensis en A. moesta y tratan a la subespecie A. concolor relicta, del suroeste de México como una especie separada. Por lo tanto las tres especies unidas a A. moesta no tienen su estado de conservación evaluado.

## Lista de especies
De acuerdo a las clasificaciones del Congreso Ornitológico Internacional (IOC) y Clements Checklist/eBird, el género agrupa a las siguientes especies:
| Imagen | Nombre científico         | Autor                   | Nombre común           | Estado de conservación | Distribución |
| ------ | ------------------------- | ----------------------- | ---------------------- | ---------------------- | ------------ |
|        | Amaurospiza concolor      | Cabanis, 1861           | semillero azul         | NE                     |              |
|        | Amaurospiza aequatorialis | Sharpe, 1888            | semillero ecuatoriano  | NE                     |              |
|        | Amaurospiza moesta        | (Hartlaub), 1853        | semillero negruzco     | LC                     |              |
|        | Amaurospiza carrizalensis | Lentino & Restall, 2003 | semillero del carrizal | NE                     |              |